# Preside
Il preside è un funzionario incaricato della direzione d'un determinato ufficio, nell'ambito scolastico o universitario. Il termine deriva dalla lingua latina praesidere, che letteralmente significa "sedere davanti".

## Storia
Nel basso impero romano, questo appellativo (praeses) veniva usato per riferirsi ai governatori delle province imperiali.
In Italia, durante il ventennio fascista, il termine indicava un funzionario di nomina inizialmente regia (secondo quanto previsto dalla legge 27 dicembre 1928, n. 2962 sulla riforma dell'amministrazione provinciale) e successivamente ministeriale, secondo il 3 marzo 1934, n. 383, assommando in sé i poteri precedentemente conferiti al presidente della provincia e alla deputazione provinciale, l'organo esecutivo corrispondente circa all'odierna giunta provinciale.

## Nel mondo

### Francia
Nella scuola pre-primaria e primaria è denominato Directeur d’école, mentre se posto alla direzione dei Colléges (scuola secondaria dagli undici ai quindici anni), è detto Principal e quello che dirige la scuola secondaria superiore (Lycée) viene detto Proviseur.

### Germania
In Germania, una denominazione che varia in base al livello d’istruzione; nella scuola primaria (Grundschule) e secondaria (Hauptschule) è detto "Rektor", mentre nella Realschule è detto "Realschulrektor" mentre al "Gimnasium" assume l’appellativo di Studiendirektor o Oberstudiendirektor.
Il capo d’istituto tedesco è genericamente detto Schulleiter ed è un dipendente pubblico, e l'assunzione viene fatta dal Länd. Per accedere a tale ruolo è richiesta la qualifica di docente nonché aver effettuato un percorso di formazione specifico.

### Italia
Il preside in Italia, fino al 2000, era il funzionario direttivo (ex docente) preposto alla direzione degli istituti scolastici di istruzione media inferiore e superiore, inquadrato nello specifico  "ruolo direttivo". Esistevano anche i presidi incaricati, ossia docenti che prima di accedere al ruolo direttivo ricevevano incarichi di presidenza, a scadenza annuale, nelle scuole prive di preside titolare.
Con la riforma Bassanini la figura è stata sostituita dal dirigente scolastico, che ha unificato i ruoli di preside e direttore didattico, assumendo contestualmente nuove funzioni e divenendo titolare di qualifica dirigenziale.

### Regno Unito
Nella scuola primaria e secondaria sono denominati head teachers e sono dei dipendenti assunti da una "local education authority" (autorità di istruzione locale) oppure dallo "school governing body" (organo di governo della scuola). Per potersi candidare a ricoprire il ruolo occorre essere insegnanti professionalmente qualificati e possedere un’esperienza elevata dal punto di vista didattico e gestionale, nonché essere incaricati come deputy head teacher.
A partire dal 2004, con il regolamento, detto "Education Head Teachers’ Qualifications Regulations", è stato previsto l'obbligo di possedere la "National Professional Qualification for Headship" (qualifica professionale nazionale) che deve essere acquisita entro quattro anni dalla nomina. Per conseguire tale qualifica bisogna sottoporsi a un programma che, in base alle competenze ed alle qualifiche, ha una durata dai sei ai quindici mesi.